# Retour de l'année (Ligue majeure de baseball)
Ne pas confondre avec Retour de l'année (Sporting News).
Le Retour de l'année est une récompense annuelle décernée par les Ligues majeures de baseball. Le prix est remis à l'athlète s'étant illustré sur le terrain après une ou plusieurs saisons difficiles.
Un gagnant est déterminé à la fin de chaque saison de baseball depuis 2005 pour chacune des deux ligues qui composent la MLB : la Ligue américaine et la Ligue nationale. Le magazine The Sporting News décerne également un prix du meilleur retour de l'année depuis 1965.

## Description
La Ligue majeure de baseball remet le prix au joueur ayant connu le plus de succès sur le terrain dans une année après avoir affiché des performances moins impressionnantes dans l'année ou les années précédentes. Les lauréats sont souvent des athlètes ayant retrouvé la forme après des blessures ou des interventions chirurgicales.
Présenté à partir de la saison 2005, la récompense du Retour de l'année est issu d'un partenariat entre la MLB et la compagnie pharmaceutique Pfizer, qui commercialise le médicament contre la dysfonction érectile Viagra, l'un des commanditaires de la MLB.
En 2005 et 2006, les gagnants furent choisis par un vote en ligne où le public était invité à choisir un joueur pour chaque ligue nommé dans des listes de six candidats pour la Nationale et six pour l'Américaine. Les douze nommés étaient choisis à la suite d'un vote parmi des représentants de la Ligue majeure de baseball et de MLB.com. Depuis 2007, le public n'est plus implqué dans le choix des deux gagnants. Ils sont plutôt déterminés par un vote auquel participe un panel de journalistes couvrant les activités du baseball majeur. Ceux-ci doivent voter pour trois joueurs. Un vote de première place vaut cinq points, un vote de seconde place compte pour trois points, et un vote de troisième place pour un seul point. Le joueur ayant totalisé le plus grand nombre de points selon ce système est le lauréat pour sa ligue.
Le prix a été remis chaque année à des joueurs différents mais un seul l'a reçu à deux reprises : Francisco Liriano, pour Minnesota dans la Ligue américaine en 2010 et avec Pittsburgh dans la Ligue nationale en 2013.

## Liste complète des gagnants

### Ligue américaine
| Année | Gagnant           | Image              | Équipe               | Position                        | Description |
| ----- | ----------------- | ------------------ | -------------------- | ------------------------------- | --- |
| 2005  | Jason Giambi      | Jason Giambi.      | Yankees de New York  | Premier but et frappeur désigné | Après avoir été blessé au genou et avoir été affecté par divers ennuis de santé tels une infection respiratoire, un parasite intestinal et une tumeur bénigne à l'hypophyse, Giambi, qui n'a joué que 80 matchs en 2004, dispute une saison complète pour les Yankees et présente la meilleure moyenne de présence sur les buts (,440) de la Ligue américaine en 2005.                                                                                    |
| 2006  | Jim Thome         | Jim Thome.         | White Sox de Chicago | Frappeur désigné                | Blessé durant la majeure partie de la saison 2005 chez les Phillies, le vétéran Thome claque 42 coups de circuit pour Chicago en 2006 et totalise 108 points marqués, 109 points produits et 107 buts-sur-balles. |
| 2007  | Carlos Peña       | Carlos Peña.       | Rays de Tampa Bay    | Premier but                     | De 2001 à 2006, Peña passe par six organisations différentes. À sa première année à Tampa, après deux saisons surtout passées en ligue mineure, il devient le premier joueur de la franchise à gagner le Bâton d'argent et établit de nouvelles marques d'équipe pour les circuits (46), les points produits (121) et les buts-sur-balles (103) en une saison.                                                                                            |
| 2008  | Cliff Lee         | Cliff Lee.         | Indians de Cleveland | Lanceur partant                 | Après un début de carrière prometteur, Cliff Lee ne lance que 97 manches et un tiers en 2007 et affiche une moyenne de points mérités très élevée de 6,29. Après cette saison difficile marquée par une blessure à l'abdomen, il remporte le trophée Cy Young du meilleur lanceur de l'Américaine en 2008, avec 22 victoires contre seulement trois défaites, et la meilleure moyenne de points mérités (2,54) de la ligue en 223,1 manches au monticule. |
| 2009  | Aaron Hill        | Aaron Hill.        | Blue Jays de Toronto | Deuxième but                    | En mai 2008, la saison de Hill prend fin lorsqu'il entre en collision avec son coéquipier David Eckstein lors d'un jeu en défensive. Souffrant d'une commotion cérébrale, Hill revient au jeu en 2009, claque 36 circuits et produit 109 points. Il reçoit sa première invitation au match des étoiles et remporte le Bâton d'argent comme meilleur deuxième but offensif de la Ligue américaine.                                                         |
| 2010  | Francisco Liriano | Francisco Liriano. | Twins du Minnesota   | Lanceur partant                 | Liriano est absent du baseball en 2007 après une opération de type Tommy John et ses deux saisons suivantes sont marquées par d'autres blessures. En 2010, il effectue 31 départs et lance 191,2 manches (deux sommets personnels) pour les Twins, est crédité de 14 gains et mène l'Américaine avec le plus faible total de coups de circuit alloués (0,4) à l'adversaire par tranche de 9 manches lancées.                                              |
| 2011  | Jacoby Ellsbury   | Jacoby Ellsbury.   | Red Sox de Boston    | Voltigeur                       | Blessé, il ne joue que 18 parties en 2010. En 2011, il devient le premier Red Sox à entrer dans le club 30-30 et affiche ses meilleures performances en carrière dans la plupart des catégories offensives. Il mène le baseball majeur pour le total de buts et les coups sûrs de plus d'un but. |
| 2012  | Fernando Rodney   | Fernando Rodney.   | Rays de Tampa Bay    | Lanceur de relève               | À 35 ans et à sa première saison avec les Rays, Rodney bat le record de Dennis Eckersley pour la plus basse moyenne de points mérités (0,60) par un releveur ayant lancé au moins 50 manches, est invité pour la première fois au match des étoiles et est élu releveur de l'année de la Ligue américaine. |
| 2013  | Mariano Rivera    | Mariano Rivera.    | Yankees de New York  | Lanceur de relève               | À 43 ans, celui qui est considéré comme le meilleur releveur de l'histoire effectue un retour après une sérieuse blessure qui avait mis fin à sa saison 2012 après seulement 9 matchs joués. Il termine 3e de la Ligue américaine avec 44 sauvetages à sa dernière saison et affiche une brillante moyenne de points mérités de 2,11. |
| 2014  | Chris Young       | Chris Young.       | Mariners de Seattle  | Lanceur partant                 | Ennuyé par des maux d'épaule depuis 2008, le lanceur droitier, qui n'a joué que 60 matchs dans les six années précédentes, et aucun en 2013, reçoit un diagnostic de syndrome du défilé thoracobrachial. Après une intervention chirurgicale réussie, il lance 165 matchs en 30 matchs, dont 29 départs, pour Seattle en 2014. |
| 2015  | Prince Fielder    | Prince Fielder.    | Rangers du Texas     | Frappeur désigné                | |
| 2016  | Mark Trumbo       | Mark Trumbo.       | Orioles de Baltimore | Voltigeur, frappeur désigné     | |

### Ligue nationale
| Année | Gagnant           | Image              | Équipe                   | Position        | Description |
| ----- | ----------------- | ------------------ | ------------------------ | --------------- | --- |
| 2005  | Ken Griffey, Jr.  | Ken Griffey, Jr.   | Reds de Cincinnati       | Voltigeur       | Après avoir souffert de diverses blessures durant quatre saisons et subi une opération, Griffey, qui n'avait joué que 206 matchs au cours des trois années précédentes, revient en force en 2005 avec 35 circuits, 92 points produits et une moyenne au bâton de ,301 en 128 parties. |
| 2006  | Nomar Garciaparra | Nomar Garciaparra. | Dodgers de Los Angeles   | Premier but     | Sur la liste des blessés pendant une bonne partie de la saison 2005, le vétéran de 33 ans revient en force en 2006 à sa première année avec les Dodgers. Jouant au premier coussin pour la première fois de sa carrière, il montre une moyenne défensive de ,996 avec seulement quatre erreurs. En attaque, il frappe pour ,303 avec 93 points produits et est invité à son sixième match d'étoiles. |
| 2007  | Dmitri Young      | Dmitri Young.      | Nationals de Washington  | Premier but     | Vétéran de 10 saisons dans le baseball majeur, Young vit une année 2006 mouvementée : il divorce, plaide coupable pour voies de fait envers son amie de cœur, est traité pour dépression et alcoolisme, est hospitalisé d'urgence et apprend qu'il est diabétique. En 2007, il met de l'ordre dans sa vie et devient membre des Alcooliques anonymes. Les succès sur le terrain suivent : il entre dans le top 10 de la moyenne au bâton dans la Nationale et est invité au match d'étoiles, quatre ans après sa première sélection.                                                      |
| 2008  | Brad Lidge        | Brad Lidge.        | Phillies de Philadelphie | Stoppeur        | En 2006 et 2007, Lidge sabote 14 avances comme stoppeur des Astros de Houston. À sa première année chez les Phillies en 2008, il devient le premier releveur de l'histoire du club à connaître une saison parfaite dans le rôle de stoppeur[réf. nécessaire] : 41 sauvetages en 41 occasions. Il est élu releveur de l'année dans la Ligue nationale cette même saison. |
| 2009  | Chris Carpenter   | Chris Carpenter.   | Cardinals de Saint-Louis | Lanceur partant | Gagnant du trophée Cy Young dans la Ligue nationale en 2005, Carpenter se retrouve sur la touche en 2007 et 2008, ne lançant que 21,1 manches au total ces deux années. Il subit une opération de type Tommy John au coude, puis se blesse à l'épaule. De retour en force en 2009, il mène les majeures pour le pourcentage de décisions gagnées (17 victoires contre 4 défaites) et le total de circuits accordés le plus bas par tranche de 9 manches lancées (0,3), présente la meilleure moyenne de points mérités (2,24) de la Nationale et termine second au vote pour le Cy Young. |
| 2010  | Tim Hudson        | Tim Hudson.        | Braves d'Atlanta         | Lanceur partant | Opéré pour réparer des ligaments au coude en 2008, Hudson est limité à seulement sept départs la saison suivante. En 2010, il s'impose comme l'un des meilleurs lanceurs du circuit avec une fiche victoires-défaites de 17-9 pour les Braves et 2,83 points mérités accordés par partie. |
| 2011  | Lance Berkman     | Lance Berkman.     | Cardinals de Saint-Louis | Voltigeur       | Ralenti par une blessure en 2010, le vétéran de 35 ans termine 3e pour la moyenne de présence sur les buts, 5e pour la moyenne de puissance et 9e pour les circuits dans la Ligue nationale à sa première année chez les Cards de Saint-Louis en 2011. Certains observateurs croient plutôt que l'honneur aurait dû revenir à Ryan Vogelsong des Giants,. |
| 2012  | Buster Posey      | Buster Posey.      | Giants de San Francisco  | Receveur        | Après avoir subi une fracture de la jambe gauche à la suite d'une sévère collision au marbre en mai 2011, Posey revient au jeu en 2012 pour gagner le championnat des frappeurs. |
| 2013  | Francisco Liriano | Francisco Liriano. | Pirates de Pittsburgh    | Lanceur partant | Récipiendaire du même prix en 2010 dans la Ligue américaine alors qu'il évoluait pour Minnesota, il affiche sa meilleure moyenne de points mérités (3,02) depuis 2006, remporte un sommet personnel de 16 victoires et lance le premier match éliminatoire joué en 21 ans par les Pirates de Pittsburgh, le tout après quelques saisons difficiles et s'être cassé le bras quelques mois avant le début de la saison. |
| 2014  | Casey McGehee     | Casey McGehee.     | Marlins de Miami         | Troisième but   | Après deux saisons difficiles, McGehee s'exile au Japon en 2013. Joueur qui dispute le plus de match comme troisième but dans les majeures en 2014, il s'illustre en attaque pour les Marlins avec le 4e meilleur total de coups sûrs (177) de la Ligue nationale et le 3e plus haut total de simples (143) dans les majeures. |
| 2015  | Matt Harvey       | Matt Harvey.       | Mets de New York         | Lanceur partant | |
| 2016  | José Fernández    | José Fernández.    | Marlins de Miami         | Lanceur partant | |